# Prexaspes quadriguttatus
Prexaspes quadriguttatus är en insektsart som beskrevs av Ludwig Redtenbacher 1906. Prexaspes quadriguttatus ingår i släktet Prexaspes och familjen Pseudophasmatidae. Inga underarter finns listade i Catalogue of Life.